# Commentationes Societatis Regiae Scientiarum Gottingensis Recentiores
Commentationes Societatis Regiae Scientiarum Gottingensis Recentiores (abreviado Commentat. Soc. Regiae Sci. Gott. Recent.) fue una revista con ilustraciones y descripciones botánicas que fue editada en Gottingen desde el año 1811 hasta 1841, publicándose 8 números. Fue precedida por Commentationes Societatis Regiae Scientiarum Gottingensis. Göttingen.
y reemplazada por Abhandlungen der Königlichen Gesellschaft der Wissenschaften zu Göttingen.  